# Кордовка (лесопарк)
Кордовка (укр. Кордівка) — лесное урочище, городской лесопарк, расположенный на территории Деснянского района Чернигова. Площадь — 381,11, 275, 269, 286 га. Является местом отдыха горожан.
На возвышенном берегу реки Кордиковки — охватывая часть лесопарка, центрального парка и усадебной застройки улиц 1-я Кордовка и 2-я Кордовка — расположен памятник археологии местного значения поселение «Кордовка».

## История
Лесопарк Кордовка был заложен в период 1883-1886 года.
В 1955-1960-е годы на территории лесопарка был заложен парк. В начале 1960-х годов зелёный массив лесопарка Кордовка сомкнулся с городским садом, Марьиной рощей и Валом. В 1970-е годы на площади 17 гектар был открыт Центральный парк культуры и отдыха имени 50-летия Октября. 
В 2015 году был продлён строк моратория (до 2017 года) на застройку участка парковой территории между улицами Савчука, Береговая и Олега Михнюка (Воинов-Интернационалистов) Решением Черниговского городского совета № 2/ VII - 20 от28.12.2015 (Рішення міської ради "Про продовження строку дії мораторію на забудову зони природних ландшафтів, обмеженої вулицями Савчука – Воїнів-інтернаціоналістів – Берегова (парк 50 років ВЛКСМ - лісопарк Кордівка)"). Парковая территория между улицами Савчука, Береговая и Олега Михнюка в данном документе именуется как парк имени 50 лет ВЛКСМ.
Общественность выступает против застройки лесопарка и стоит на позиции предоставления лесопарку статуса регионального ландшафтного парка.
Согласно Генеральному плану Чернигова, предполагается функционально-планированная организация территории Кордовки с созданием объектов инфраструктуры (кинотеатр, цирк, славянский научно-культурный центр, парк развлечения типа «диснейленд», танцевальные залы, спортивный центр, рестораны).
В 2019 году обсуждались предпроектные предложения по реконструкции Центрального парка и прилегающей территории, где основой выступает концепция парка «четыре в одном» — городской сад, ландшафтный парк, тематический парк и лесопарк.

## Описание
Лесопарк расположен в пойме и надпоймейнной террасе реки Десна (правый берег) и её притока Стрижень (левый берег) — южнее усадебной застройки улицы 1-я Кордовка и многоэтажной жилой застройки улицы Савчука. Лесопарком протекает река Кордиковка. На территории лесопарка расположены стариц рек Десны, Стрижня и Кордиковки. Водоёмы и низины затапливаются в период весеннего половодья Десной. У береговой линии Десны лесопарк сменяется пляжем (в частности «Золотой берег»). Севернее примыкает Центральный парк культуры и отдыха и парк-памятник садово-паркового искусства Городской сад.
Абсолютные высоты колеблются в пределах 109-143 м над уровнем моря: наинизшая точка — урез воды реки Десны 109 м над уровнем моря, наивысшая точка — восточная часть парка 143 м над уровнем моря, средняя высота бо́льшей части урочища — 115-140 м над уровнем моря. 
Лесопарком проходит несколько пешеходных аллей.
На возвышенном берегу реки Кордиковки — охватывая часть лесопарка, центрального парка и усадебной застройки улиц 1-я Кордовка и 2-я Кордовка — расположен памятник археологии местного значения поселение «Кордовка».
Сдвиги и значительная абразия правого берега реки Десны усиливает деформацию русла реки, угрожает размыву берега в районе пляжной зоны отдыха урочища Кордовка.

## Природа
Кордовка имеет один из наибольших показателей видового разнообразия среди парковых территорий города. Это объясняется сочетанием природно-экологических (преимущественно эдафических, частично орографических и гидрологических) и исторических формирований этих территорий, вниманием к центральным парковым территориям города в течение XX в. со стороны ландшафтных архитекторов и служб озеленения и благоустройства города. Ассортимент парка пополнялся силами Черниговского ботанического сада, совхоза «Деснянский» и КП «Зеленбуд».
В урочище распространены 8 лесных сообществ (ценозов): Fraxineta excelsioris (ясень обыкновенный), Populeta tremulae (осина обыкновенная), Populeta albae (тополь белый), Populeta nigrae (тополь чёрный), Alneta glutinosae (черноольховые леса), Alneta (glutinosae) paludosa (заболоченные черноольховые леса), Saliceta albae (ива белая), Saliceta cinereae (ива пепельная). Доминирующий вид зелёных насаждений — осина, также присутствуют ареалы клёна, липы, ольхи, берёзы, дуба, тополя, ивы
Здесь насчитывается 91 вид растений, в т.ч. 30 местных видов, из 30 семейств и 57 родов. Основу древостоя составляют 61 интродуцированный вид. Но преобладающими численно являются виды аборигенной группы растений — объясняется удачным и своеобразным сочетанием на отдельных площадях паркового ландшафта с лесными видами или с участием видов лесной группы.
|                                                                                 |                                                            |                                              |                 |
| центральная аллея: лесной участок с клёном ясенелистным и аморфой кустарниковой | безымянный пруд                                            | безымянный пруд                              | лесная тропа    |
|                                                                                 |                                                            |                                              |                 |
| вербейник монетный (Lysimachia nummularia) у пруда                              | на переднем плане аморфа кустарниковая (Amorpha fruticosa) | бересклет бородавчатый (Euonymus verrucosus) | безымянный пруд |

Ясеневые леса — леса формации Fraxineta excelsior (ясень обыкновенный) распространены преимущественно в центральной и восточной частях лесопарка. Они занимают небольшие площади и приурочены преимущественно к суглинистым грунтам умеренного увлажнения. В двухъярусной древостое, сомкнутость — 0,6-0,8, произрастают в первом подярусе (24-26 м) — ясень обыкновенный возрастом 50-70 лет, одиночно — осина обыкновенная (Populus tremula) и дуб черешчатый (Quercus robur), во втором (18-20 м) — одиночно липа сердцевидная (Tilia cordata), клён остролистный (Acer platanoides). Травостой (50-80%) образуют в основном сныть обыкновенная (Aegopodium podagraria) и звездчатка ланцетовидная (Stellaria holostea), имеющие проективное покрытие 30–70% в разных ценозах. В условиях повышенных островков в пойме реки Десны формируются ценозы ассоциации Fraxinetum sparsiherbosum (леса ясеневые редкотравные).
Осиновые леса — сообщества формации Populeta tremulae (осина) являются производными от дубовых, про что свидетельствует травяной ярус, приуроченность ценозов групп ассоциаций Populetа corylosа (осиновый лес лещиновый), Populetа frangulosа (осиновый лес крушиновый) и Populetа amorfosа (осиновый лес аморфовый) к плакорным и пойменным участкам.
Белотополевые и чернотополевые леса расположены в пойме реки Десны. В частности в Кордовке расположены крупнейшие в городе массивы данных лесов. В древесном ярусе таких сообществ в І ярусе тополь белый (Populus alba), тополь чёрный (Populus nigra), а во ІІ подъярусе отмечены дуб черешчатый (Quercus robur), ольха чёрная (Alnus glutinosa); среди кустарников — кизил кроваво-красный (Swida sanguinea), ежевика сизая (Rubus caesius), аморфа кустарниковая (Amórpha fruticósa). Их флористический состав определяется незначительным количеством видов, в основном из группы разнотравья (кирказон ломоносовидный Aristolóchia clematítis, крапива двудомная Urtíca dióica, крапива пикульниколистная Urtica galeopsifolia, зюзник европейский Lycopus europaeus, гравилат городской Geum urbanum, вербейник монетный Lysimachia nummularia).
Тополевые леса характеризуются однообразием древесного и кустарникового ярусов (их основу формируют 10-12 видов). В последнем некоторых ценозах значительное участие таких интродуцентов как аморфа кустарниковая (Amórpha fruticósa) и пузыреплодник калинолистный (Physocarpus opulifolia). Наибольшее ценотическое и видовое разнообразие (деревьев и кустарников) обнаружено в формации осиновых лесов Populeta tremulae.
Черноольховые леса — ценозы формации Alneta glutinosae (ольха чёрная) занимают отдельные участки в притеррасных участках поймы реки Десны. Представлены двумя группами — ассоциации Alneta rubosa (caesii) (черноольховый лес ежевиковый), Alneta frangulosa (alni) (черноольховый лес крушиновый).
Ивовые леса приурочены к пойменным территориям правого берега реки Десны и представлены ценозами: Salicetum ruboso–caricosum (ивовый малиновый лес), Salicetum ruboso–urticosum (ивовый малиново-крапивный лес). Ивовые леса отличаются высоким проективным покрытием кустарникового яруса из видов рода ива Salix. В составе древесного яруса следует выделить такие виды как ива козья (Salix caprea), ива белая (Salix alba), ива ломкая (Salix  fragilis). Кустарниковый ярус характеризуется значительным многообразием видов (6) рода ива (ива трёхтычинковая Salix  triandra, ива прутовидная Salix viminalis, ива остролистная Salix acutifolia, ива розмаринолистная Salix rosmarinifoli).
Кордовка — одна из зелёных зон (урочищ) города, с наибольшим количеством, но незначительной площади, сообществ (видов интродуцентов) североамериканской, дальневосточной и азиатской флоры. Здесь сформировались сообщества с участием с участием видов клён ясенелистный (Acer negundo), аморфа кустарниковая (Amorpha fruticosa), дуб красный (Quercus rubra), пузыреплодник калинолистный (Physocarpus opulifolia), робиния ложноакациевая (Robinia pseudoacacia). Они имеют влияние на природную составляющую дендрофлоры, в частности её ценотическую структуру. Эти сообщества указывают про нарушение фитоценточной структуры природных систем. 
Вдоль центральной аллеи лесопарка (от Горсада в направлении реки Десны) находится загущенный (сомкнутость древостоя — 0,9) лесной участок с клёном ясенелистным (Acer negundo) (средняя высота 12-14 м) и аморфой кустарниковой (Amorpha fruticosa) (средняя высота - 2 - 3 м) с разреженным травяным ярусом. В нем следует отметить виды широкой экологической амплитуды, а именно: гравилат городской (Geum urbanum), крапива двудомная (Urtíca dióica), подмаренник цепкий (Galium aparine), вербейник монетный (Lysimachia nummularia). Стволы отдельных деревьев обвиты хмелем обыкновенным (Humulus lupulus). На данных участках наблюдается массовый подрост клёна ясенелистного (Acer negundo) высотой до 1 м.
Краснокнижный вид сальвиния плавающая (Salvinia natans) был зарегистрирован в водоёмах урочища.
В водоёмах урочища в течение многолетних наблюдений отмечено обитание и нерест остромордой лягушки (Rana arvalis)